# Efekt zimnej wody
Efekt zimnej wody – tomik poetycki Macieja (Maćka) Frońskiego, opublikowany przez wydawnictwo K.I.T. Stowarzyszenie Żywych Poetów z Brzegu w 2016 jako VIII tom serii Faktoria Poezji. Zbiorek został zgłoszony jako kandydat do Górnośląskiej Nagrody Literackiej "Juliusz" za rok 2017, jak również do „Silesiusa” i "Orfeusza". Jak wskazuje podtytuł, tomik zawiera utwory powstałe w latach 2008-2016. Książka dzieli się na cztery cykle, Spisek miernot, Whiskey cały dzban, Efekt zimnej wody i Niezaśpiewane piosenki. Książkę zredagował Radosław Wiśniewski. Okładkę projektował Krystian Ławreniuk.